# Марзоев, Аркадий Васильевич
Марзоев Аркадий Васильевич (род. 22 мая 1969, Ашхабад) — российский военачальник, генерал-лейтенант (2022). Командующий 18-й общевойсковой армией Южного военного округа с августа 2023 года.

## Биография
Родился 22 мая 1969 года в Ашхабаде в осетинской семье. Отец — Василий Данилович (Дагулович) Марзоев, кадровый военнослужащий, участник Великой Отечественной войны. Мать — Марзоева (Цебоева) Таира Даниловна. Начал службу в ВС СССР и принял присягу в 1987 году. Проходил срочную службу на Черноморском и Балтийском флотах ВМФ СССР. В 1988 году поступил в Новосибирское высшее военное училище.
В 1992 году лейтенант Марзоев был распределен в спецназ ГРУ в Закавказье. Далее служил в 45-м полку спецназа ВДВ, участвовал в первой чеченской компании, награждён медалью «За отвагу», командовал отдельной ротой специального назначения, отдельным мотострелковым батальоном 58-й армии. Участвовал во второй чеченской компании. За проявленное мужество был представлен к государственным наградам и досрочно получил воинское звание.
Подполковник Марзоев поступил в Общевойсковую академию Вооруженных Сил. Окончил академию с отличием и вернулся на Кавказ, в Чечню, занял должность заместителя мотострелкового полка по боевым действиям. Затем он стал командиром мотострелкового полка. В августе 2008-го во времени войны в Грузии полк был поднят по боевой тревоге с приказом выдвигаться в Южную Осетию.
В дальнейшем служил на Кавказе в должности начальника штаба отдельной мотострелковой бригады дислоцирующейся в Северной Осетии. Затем заместитель командующего объединённой группировки войск и сил, заместитель начальника штаба 58-й армии.
С 2014 года — командир 138-й отдельной гвардейской мотострелковой бригады Западного военного округа. 138-я бригада принимала участие в войне с Украиной на Донбассе. В январе — феврале 2015 бригада под командованием Марзоева понесла тяжёлые потери в боях за Дебальцево.
Окончил Военную академию Генерального штаба Вооружённых Сил Российской Федерации с отличием. Марзоев командовал воссозданной мотострелковой дивизией 58-й армии, затем становится заместителем командующего 49-й общевойсковой армией на Северном Кавказе.
Указом Президента Российской Федерации № 73 от 20 февраля 2016 года присвоено очередное воинское звание генерал-майор.
Указом Президента Российской Федерации № 612 от 1 ноября 2021 года генерал-майор Марзоев Аркадий Васильевич назначен командиром 22-го армейского корпуса в Крыму. Данное объединение Южного военного округа Вооруженных Сил России является основой сухопутных сил на полуострове.
В ходе вторжения России на Украину в 2022 году был одним из командующих южной группировкой войск РФ. По рассказам подчинённых, опубликованных Би-Би-Си в июне 2023 года, 24 февраля 2022 года Марзоев отправил десантников 247-го полка наступать на Херсон, заверив офицеров, что разведка проведена и трасса на город свободна. Однако, в итоге военнослужащие угодили в засаду ВСУ, понеся критические потери, через два дня ситуация повторилась, в этот раз десантники пытались штурмовать аэропорт Николаева, в ходе которого «всего за два дня 247-й ДШП потерял 76 человек убитыми и порядка 140 ранеными». Возглавлял в феврале — марте 2022 года наступление на Николаев, не увенчавшееся успехом. По словам сослуживцев командира одного из батальонов 247-го десантно-штурмового полка Дмитрия Лисицкого, полк под командованием Марзоева попал в окружение под Николаевом и был разгромлен.
Указом Президента Российской Федерации № 890 от 7 декабря 2022 года присвоено воинское звание генерал-лейтенант.
В августе 2023 года назначен командующим 18-й общевойсковой армией.

## Награды
- Орден Александра Невского[7],
- Орден «За военные заслуги»,
- Медаль «За отвагу»,
- Медаль Суворова,
- Медали РФ.

## Семья
- брат — полковник Станислав Васильевич Марзоев, заместитель командующего 58-й армией, погиб при исполнении воинского долга в Чечне[3].